# Lucas Olaza
Lucas René Olaza Catrofe (Montevideo, 21 juli 1994) is een Uruguayaans voetballer die doorgaans als linksback speelt. Hij verruilde Talleres in januari 2017 voor Boca Juniors, dat hem in het voorgaande halfjaar al huurde.

## Clubcarrière
Olaza komt uit de jeugdacademie van River Plate. Hij debuteerde voor River Plate in de Uruguayaanse Primera División tijdens het seizoen 2011/12. Het seizoen erop speelde hij vijftien competitiewedstrijden. Tijdens het seizoen 2013/14 scoorde hij zes keer in vijftien wedstrijden.

## Clubstatistieken
| Seizoen | Club            | Competitie       | Wedstrijden | Doelpunten |
| ------- | --------------- | ---------------- | ----------- | ---------- |
| 2011/12 | River Plate     | Primera División | 1           | 0          |
| 2012/13 | River Plate     | Primera División | 15          | 1          |
| 2013/14 | River Plate     | Primera División | 15          | 6          |
| 2014    | → CA Paranaense | Série A          | 6           | 0          |

## Interlandcarrière
Olaza speelde twee interlands voor Uruguay –20, waarmee hij deelnam aan het WK –20 2013 in Turkije. Uruguay –20 haalde de finale in dat toernooi, waarin het na strafschoppen verloor van Frankrijk –20.
1 Villar ·
2 Starfelt ·
3 Mingueza ·
5 Carreira ·
6 Moriba ·
7 Iglesias ·
8 Beltrán ·
9 Douvikas ·
10 Aspas  ·
11 Cervi ·
12 González ·
13 Guaita ·
14 De la Torre ·
15 Aidoo ·
16 Jailson ·
17 Bamba ·
18 Durán ·
19 Swedberg ·
20 Alonso ·
21 Ristić ·
22 Manquillo ·
23 Allende ·
24 Domínguez ·
25 Rodríguez ·
30 Álvarez ·
33 Sotelo ·
Coach: Giráldez